# Walter Bedell Smith
Generál Walter Bedell Smith (5. října 1895 Indianapolis – 9. srpna 1961 Washington, D.C.) byl americký voják, zpravodajský důstojník, diplomat a státní úředník. Působil jako náčelník štábu vrchního velitele západních Spojenců ve 2. světové válce Dwighta D. Eisenhowera, v období 1946–1948 byl velvyslancem USA v Sovětském svazu a v letech 1950 až 1953 ředitelem Ústřední zpravodajské služby USA.

## Život
Již v 16 letech vstoupil do americké Národní gardy. V roce 1917 se stal důstojníkem a se 4. americkou divizí se zúčastnil 1. světové války, kterou ukončil na území Francie v hodnosti nadporučíka. Období mezi oběma světovými válkami strávil v různých štábních a zpravodajských armádních funkcích, také studoval na různých vojenských školách.
Na počátku 2. světové války si jej v roce 1941 (tehdy v hodnosti majora) generál George Catlett Marshall vybral do funkce asistenta (tajemníka) náčelníka svého generálního štábu. V roce 1942 se stal státním sekretářem USA ve spojeném anglo-americkém výboru náčelníků štábů. Před invazí USA v Severní Africe v roce 1943 byl odeslán do Evropy, aby v Anglii působil jako náčelník štábu vrchního velitele Spojenců Dwighta D. Eisenhowera, kde úspěšně sloužil až do konce 2. světové války, kterou ukončil v hodnosti generálporučíka. Jakožto náčelník štábu vrchního velitele Spojeneckých sil se aktivně se podílel na přípravě dne „D“ a spojeneckého vylodění v Normandii.
Po 2. světové válce od 3. dubna 1946 do 25. prosince 1948 působil jako velvyslanec USA v Sovětském svazu. Poté krátce velel 1. americké armádě (1949–1950). Od roku 1950 do roku 1954 byl ředitelem CIA, od 9. února, 1953 do 1. října, 1954 pracoval ve funkci podtajemníka na ministerstvu zahraničních věcí.
Zemřel na srdeční infarkt dne 9. srpna 1961 ve vojenské nemocnici Walter Reed Army ve Washingtonu D. C. Pohřben byl na Arlingtonském národním hřbitově. Jeho žena Mary Eleanor Smith (1893–1963) je pohřbena společně s ním.

## Odkaz v kultuře
- Nejdelší den, hraný film o invazi do Normandie z roku 1962
- Generál Patton, americký film z roku 1970
- Generál Eisenhower: Velitel invaze, americký televizní film z roku 2004